# Zeuxia mongolica
Zeuxia mongolica là một loài ruồi trong họ Tachinidae.